# Танрикулово
Танрику́лово (рос. Танрыкулово) — село у складі Альменєвського округу Курганської області, Росія.
У період 1923-1926 років село було центром Катайського району.
Населення — 749 осіб (2010, 818 у 2002).
Національний склад станом на 2002 рік:
- башкири — 72 %